# Bjuröklubb
Bjuröklubb este o arie protejată (arie specială de conservare — SAC, sit de importanță comunitară — SCI) din Suedia întinsă pe o suprafață de 954,8 ha, integral pe uscat.

## Localizare
Centrul sitului Bjuröklubb este situat la coordonatele 64°27′15″N 21°35′28″E / 64.4543°N 21.5912°E.

## Înființare
Situl Bjuröklubb a fost declarat sit de importanță comunitară în decembrie 1995 pentru a proteja un număr necunoscut de specii din flora spontană și fauna sălbatică aflate în arealul zonei. Situl a fost protejat și ca arie specială de conservare în martie 2011.

## Biodiversitate
Situată în ecoregiunile boreală și marină baltică, aria protejată conține 17 habitate naturale: Pajiști uscate europene, Faleze cu vegetație de pe coastele atlantice și baltice, Recifuri, Mlaștini turboase de tranziție și turbării mișcătoare, Lacuri și iazuri distrofice naturale, Lagune de coastă, Dune mobile de-a lungul țărmului cu Ammophila arenaria („dune albe”), Păduri naturale în etape succesive primare ale suprafețelor emergente de coastă, Litoraluri nisipoase din Baltica boreală cu vegetație perenă, Dune mobile cu vegetație embrionară, Vegetație perenă pe țărmurile stâncoase, Dune fixe decalcificate cu Empetrum nigrum, Dune împădurite din regiunile atlantică, continentală și boreală, Dune de coastă fixe cu vegetație erbacee („dune gri”), Mlaștini împădurite, Taiga vestică, Insulițe și insule mici din Baltica boreală.
La baza desemnării sitului se află un număr nedeclarat de specii protejate.